# (10040) 1984 QM
1984 كيو أم (ويعرف أيضًا باسم (10040) 1984 كيو أم وفق تسمية الكوكب الصغير) (بالإنجليزية: 1984 QM)‏ هو كويكب ضمن حزام الكويكبات؛ وترتيبه 10040 من حيث الاكتشاف.
اكتُشف هذا الجُرم الفلكي بواسطة Zdeňka Vávrová ‏ في 24 أغسطس 1984.

## وصلات خارجية
- (10040) 1984 QM في قاعدة بيانات مختبر الدفع النفاث لأجرام النظام الشمسي الصغيرة

- الاكتشاف · مخطط المدار ·  العناصر المدارية · المعلمات المادية

- (10040) 1984 QM على موقع ويكي سكاي: DSS2, SDSS, GALEX, IRAS, Hydrogen α, X-Ray, Astrophoto, Sky Map, Articles and images